# Martin Brunner
Martin Brunner (Zürich, 23 april 1963) is een voormalig Zwitsers profvoetballer, die gedurende zijn carrière actief was als doelman.

## Clubcarrière
Brunner begon zijn profcarrière in 1983 bij Grasshoppers, en stapte in 1994 over naar FC Lausanne-Sport. In 1999 beëindigde hij zijn voetballoopbaan.

## Interlandcarrière
Brunner kwam in totaal 36 keer uit voor het Zwitsers nationaal elftal. Hij maakte zijn debuut op 9 april 1986 in het vriendschappelijke duel in Bazel tegen West-Duitsland (0-1). Zijn laatste interland speelde hij op 28 april 1999 in Athene tegen Griekenland (1-1). In dat oefenduel moest hij na rust plaatsmaken voor Stefan Huber. Brunner maakte deel uit van de Zwitserse selectie bij het WK voetbal 1994, maar kwam niet in actie tijdens dat toernooi.

## Erelijst
Grasshopper-Club Zürich
- Landskampioen

1984, 1990, 1991
- Beker van Zwitserland

1988, 1989, 1990, 1994
- Zwitserse Supercup

1989
 FC Lausanne-Sport
- Beker van Zwitserland

1998, 1999